# Ligue des champions féminine de volley-ball 2012-2013
Navigation
Ligue des champions 2011-2012 Ligue des champions 2013-2014
La 53e édition de la Ligue des champions de volley-ball féminin se déroule du 23 octobre 2012 jusqu'au 10 mars 2013.

## Formules
Saison régulière

24 équipes prennent part à cette phase. Les équipes sont mises en 6 groupes de 4 équipes chacun. Les 2 premiers de chaque groupe joueront les Play-off à 12 équipes. 
Play-off à 12 équipes

Un tirage aura fixer les adversaires des matchs. Un match éliminatoire permettra de déterminer les 6 équipes qui participeront au Play-off à 6 équipes.
Play-off à 6 équipes

Un tirage aura fixer les adversaires des matchs. Un match éliminatoire permettra de déterminer les 3 équipes qui participeront au Final Four en plus du club organisateur.
Final Four

Le stade culminant de la ligue des Champions dans laquelle les quatre dernières équipes joueront une demi-finale, puis pour les vainqueurs la finale. Les perdants joueront un match pour la troisième place. L'équipe qui est victorieuse de la finale remportera la ligue des champions.

## Equipes engagées
Le nombre de participants est basé sur le classement des pays:
| Pos. | Pays        | Nombre d'équipes | Équipes ¹                                                                         |
| ---- | ----------- | ---------------- | --------------------------------------------------------------------------------- |
| 1    | Russie      | 3                | Dynamo Moscou Dynamo Kazan Ouralochka-Ntmk Iekaterinbourg                         |
| 2    | Italie      | 3                | Robur Tiboni Volley Urbino MC-Carnaghi Villa Cortese Unendo Yamamay Busto Arsizio |
| 3    | Turquie     | 3                | Galatasaray Istanbul Güneş VakıfBank Sigorta Istanbul Eczacibasi Istanbul         |
| 4    | France      | 2                | RC Cannes ASPTT Mulhouse                                                          |
| 5    | Pologne     | 3                | Muszynianka Muszyna Trefl Sopot Tauron Dąbrowa Górnicza                           |
| 6    | Serbie      | 1                | Crvena Zvezda Belgrade                                                            |
| 7    | Roumanie    | 2                | Tomis Constanţa CS Dinamo Bucureşti                                               |
| 8    | Azerbaïdjan | 3                | Rabita Bakou Azerrail Bakou Lokomotiv Bakou                                       |
| 10   | Allemagne   | 2                | Scheriner SC Dresdner SC                                                          |
| 12   | Suisse      | 1                | VBC Voléro Zurich                                                                 |
| 13   | Tchéquie    | 1                | VK Prostějov                                                                      |

## Première phase

### Composition des groupes
| Poule A                                                                             | Poule B                                                         | Poule C                                                                              | Poule D                                                                | Poule E                                                              | Poule F                                                                  |
| ----------------------------------------------------------------------------------- | --------------------------------------------------------------- | ------------------------------------------------------------------------------------ | ---------------------------------------------------------------------- | -------------------------------------------------------------------- | ------------------------------------------------------------------------ |
| RC Cannes Güneş VakıfBank Istanbul VBC Voléro Zurich Ouralochka-Ntmk Iekaterinbourg | Trefl Sopot MC-Carnaghi Villa Cortese Rabita Bakou VK Prostějov | Unendo Yamamay Busto Arsizio ASPTT Mulhouse CS Dinamo Bucureşti Galatasaray Istanbul | Eczacibasi Istanbul Tauron Dąbrowa Górnicza Dresdner SC Azerrail Bakou | Dynamo Kazan Tomis Constanţa Scheriner SC Robur Tiboni Volley Urbino | Crvena Zvezda Belgrade Dynamo Moscou Lokomotiv Bakou Muszynianka Muszyna |

### Poule A
| # | Équipe                         | Pts | J | G | Gt | Pt | P | Sp | Sc | Ratio | Pp  | Pc  | Ratio |
| 1 | Güneş VakıfBank Istanbul       | 16  | 6 | 4 | 2  | 0  | 0 | 18 | 6  | 3     | 559 | 464 | 1.205 |
| 2 | RC Cannes                      | 10  | 6 | 2 | 1  | 2  | 1 | 13 | 12 | 1.083 | 526 | 521 | 1.01  |
| 3 | Ouralochka-Ntmk Iekaterinbourg | 8   | 6 | 1 | 2  | 1  | 2 | 13 | 13 | 1     | 553 | 560 | 0.988 |
| 4 | VBC Voléro Zurich              | 2   | 6 | 0 | 0  | 2  | 4 | 5  | 18 | 0.278 | 446 | 539 | 0.827 |

| Date     | Match                                                     | Résultat | Sets  | Sets  | Sets  | Sets  | Sets  | Total Points |
| Date     | Match                                                     | Résultat | 1     | 2     | 3     | 4     | 5     | Total Points |
| -------- | --------------------------------------------------------- | -------- | ----- | ----- | ----- | ----- | ----- | ------------ |
| 23.10.12 | Güneş VakıfBank Istanbul - VBC Voléro Zurich              | 3 - 0    | 25–16 | 25–16 | 25–16 | -     | -     | 75–48        |
| 23.10.12 | RC Cannes - Ouralochka-Ntmk Iekaterinbourg                | 2 - 3    | 25–20 | 23–25 | 20–25 | 27–25 | 7–15  | 102–110      |
| 01.11.12 | Ouralochka-Ntmk Iekaterinbourg - Güneş VakıfBank Istanbul | 1 - 3    | 23–25 | 25–22 | 24–26 | 13–25 | -     | 85–98        |
| 31.10.12 | VBC Voléro Zurich - RC Cannes                             | 0 - 3    | 22–25 | 19–25 | 22–25 | -     | -     | 63–75        |
| 13.11.12 | Güneş VakıfBank Istanbul - RC Cannes                      | 3 - 0    | 25-17 | 25-14 | 25-21 | -     | -     | 75-52        |
| 13.11.12 | VBC Voléro Zurich - Ouralochka-Ntmk Iekaterinbourg        | 2 - 3    | 25-21 | 25-23 | 21-25 | 17-25 | 9-15  | 97-109       |
| 20.11.12 | Ouralochka-Ntmk Iekaterinbourg - VBC Voléro Zurich        | 3 - 0    | 25-22 | 25-18 | 25-19 | -     | -     | 75-59        |
| 20.11.12 | RC Cannes - Güneş VakıfBank Istanbul                      | 2 - 3    | 25-22 | 25-16 | 20-25 | 15-25 | 11-15 | 96-103       |
| 04.12.12 | RC Cannes - VBC Voléro Zurich                             | 3 - 1    | 25-15 | 25-20 | 20-25 | 25-22 | -     | 95-82        |
| 05.12.12 | Güneş VakıfBank Istanbul - Ouralochka-Ntmk Iekaterinbourg | 3 - 1    | 25-20 | 23-25 | 25-20 | 25-21 | -     | 98-86        |
| 11.12.12 | Ouralochka-Ntmk Iekaterinbourg - RC Cannes                | 2 - 3    | 25-20 | 23-25 | 25-21 | 12-25 | 3-15  | 88-106       |
| 11.12.12 | VBC Voléro Zurich - Güneş VakıfBank Istanbul              | 2 - 3    | 26-24 | 21-25 | 18-25 | 25-21 | 7-15  | 97-110       |

### Poule B
| # | Équipe                    | Pts | J | G | Gt | Pt | P | Sp | Sc | Ratio | Pp  | Pc  | Ratio |
| 1 | Rabita Bakou              | 18  | 6 | 6 | 0  | 0  | 0 | 18 | 3  | 6     | 514 | 421 | 1.221 |
| 3 | Trefl Sopot               | 9   | 6 | 3 | 0  | 0  | 3 | 11 | 9  | 1.222 | 463 | 440 | 1.052 |
| 2 | MC-Carnaghi Villa Cortese | 9   | 6 | 3 | 0  | 0  | 3 | 11 | 11 | 1     | 484 | 491 | 0.986 |
| 4 | VK Prostějov              | 0   | 6 | 0 | 0  | 0  | 6 | 1  | 18 | 0.056 | 365 | 474 | 0.77  |

| Date     | Match                                    | Résultat | Sets  | Sets  | Sets  | Sets  | Sets | Total Points |
| Date     | Match                                    | Résultat | 1     | 2     | 3     | 4     | 5    | Total Points |
| -------- | ---------------------------------------- | -------- | ----- | ----- | ----- | ----- | ---- | ------------ |
| 24.10.12 | MC-Carnaghi Villa Cortese - Trefl Sopot  | 3 - 1    | 25–16 | 26–24 | 21–25 | 25–23 | -    | 97–88        |
| 24.10.12 | VK Prostějov - Rabita Bakou              | 0 - 3    | 21–25 | 23–25 | 13–25 | -     | -    | 57–75        |
| 01.11.12 | Rabita Bakou - MC-Carnaghi Villa Cortese | 3 - 1    | 25–15 | 22–25 | 25–21 | 25–22 | -    | 97–83        |
| 30.10.12 | Trefl Sopot - VK Prostějov               | 3 - 0    | 26–24 | 25–17 | 25–16 | -     | -    | 76–57        |
| 13.11.12 | MC-Carnaghi Villa Cortese - VK Prostějov | 3 - 1    | 25-23 | 25-19 | 22-25 | 25-22 | -    | 97-89        |
| 13.11.12 | Trefl Sopot - Rabita Bakou               | 0 - 3    | 19-25 | 22-25 | 25-27 | -     | -    | 66-77        |
| 20.11.12 | Rabita Bakou - Trefl Sopot               | 3 - 1    | 25-11 | 23-25 | 27-25 | 25-21 | -    | 100-82       |
| 20.11.12 | VK Prostějov - MC-Carnaghi Villa Cortese | 0 - 3    | 15-25 | 18-25 | 19-25 | -     | -    | 52-75        |
| 04.12.12 | VK Prostějov - Trefl Sopot               | 0 - 3    | 15-25 | 16-25 | 24-26 | -     | -    | 55-76        |
| 05.12.12 | MC-Carnaghi Villa Cortese - Rabita Bakou | 1 - 3    | 20-25 | 13-25 | 25-15 | 20-25 | -    | 78-90        |
| 11.12.12 | Rabita Bakou - VK Prostějov              | 3 - 0    | 25-17 | 25-23 | 25-15 | -     | -    | 75-55        |
| 11.12.12 | Trefl Sopot - MC-Carnaghi Villa Cortese  | 3 - 0    | 25-21 | 25-18 | 25-15 | -     | -    | 75-54        |

### Poule C
| # | Équipe                       | Pts | J | G | Gt | Pt | P | Sp | Sc | Ratio | Pp  | Pc  | Ratio |
| 1 | Galatasaray Istanbul         | 15  | 6 | 5 | 1  | 1  | 0 | 17 | 8  | 2.125 | 564 | 500 | 1.128 |
| 2 | Unendo Yamamay Busto Arsizio | 13  | 6 | 4 | 0  | 1  | 1 | 15 | 8  | 1.875 | 526 | 485 | 1.085 |
| 3 | CS Dinamo Bucureşti          | 5   | 6 | 1 | 1  | 0  | 4 | 9  | 15 | 0.6   | 493 | 529 | 0.932 |
| 4 | ASPTT Mulhouse               | 3   | 5 | 1 | 0  | 0  | 5 | 6  | 16 | 0.375 | 447 | 516 | 0.866 |

| Date     | Match                                               | Résultat | Sets  | Sets  | Sets  | Sets  | Sets  | Total Points |
| Date     | Match                                               | Résultat | 1     | 2     | 3     | 4     | 5     | Total Points |
| -------- | --------------------------------------------------- | -------- | ----- | ----- | ----- | ----- | ----- | ------------ |
| 25.10.12 | Galatasaray Istanbul - ASPTT Mulhouse               | 3 - 1    | 18–25 | 25–19 | 25–15 | 25–23 | -     | 93–82        |
| 24.10.12 | CS Dinamo Bucureşti - Unendo Yamamay Busto Arsizio  | 1 - 3    | 23–25 | 15–25 | 25–14 | 22–25 | -     | 85–89        |
| 01.11.12 | Unendo Yamamay Busto Arsizio - Galatasaray Istanbul | 1 - 3    | 19–25 | 25–20 | 22–25 | 20–25 | -     | 86–95        |
| 30.10.12 | ASPTT Mulhouse - CS Dinamo Bucureşti                | 3 - 1    | 25–23 | 25–12 | 23–25 | 25–15 | -     | 98–75        |
| 13.11.12 | Galatasaray Istanbul - CS Dinamo Bucureşti          | 2 - 3    | 25-21 | 23-25 | 25-18 | 14-25 | 10-15 | 97-104       |
| 13.11.12 | ASPTT Mulhouse - Unendo Yamamay Busto Arsizio       | 1 - 3    | 19-25 | 28-30 | 25-20 | 20-25 | -     | 92-100       |
| 20.11.12 | Unendo Yamamay Busto Arsizio - ASPTT Mulhouse       | 3 - 0    | 25-13 | 25-20 | 25-17 | -     | -     | 75-50        |
| 20.11.12 | CS Dinamo Bucureşti - Galatasaray Istanbul          | 1 - 3    | 25-21 | 13-25 | 13-25 | 24-26 | -     | 75-97        |
| 05.12.12 | CS Dinamo Bucureşti - ASPTT Mulhouse                | 3 - 1    | 23-25 | 25-14 | 25-20 | 25-13 | -     | 98-72        |
| 06.12.12 | Galatasaray Istanbul - Unendo Yamamay Busto Arsizio | 3 - 2    | 23-25 | 25-19 | 25-18 | 19-25 | 15-13 | 107-100      |
| 11.12.12 | Unendo Yamamay Busto Arsizio - CS Dinamo Bucureşti  | 3 - 0    | 25-21 | 26-24 | 25-11 | -     | -     | 76-56        |
| 11.12.12 | ASPTT Mulhouse - Galatasaray Istanbul               | 0 - 3    | 22-25 | 13-25 | 18-25 | -     | -     | 53-75        |

### Poule D
| # | Équipe                  | Pts | J | G | Gt | Pt | P | Sp | Sc | Ratio | Pp  | Pc  | Ratio |
| 1 | Eczacibasi Istanbul     | 17  | 6 | 5 | 1  | 0  | 0 | 18 | 5  | 3.6   | 555 | 475 | 1.168 |
| 2 | Azerrail Bakou          | 7   | 6 | 2 | 0  | 1  | 3 | 10 | 14 | 0.714 | 525 | 511 | 1.027 |
| 3 | Tauron Dąbrowa Górnicza | 6   | 6 | 1 | 1  | 1  | 3 | 11 | 14 | 0.786 | 537 | 559 | 0.961 |
| 4 | Dresdner SC             | 6   | 6 | 1 | 1  | 1  | 3 | 9  | 15 | 0.6   | 491 | 563 | 0.872 |

| Date     | Match                                         | Résultat | Sets  | Sets  | Sets  | Sets  | Sets  | Total Points |
| Date     | Match                                         | Résultat | 1     | 2     | 3     | 4     | 5     | Total Points |
| -------- | --------------------------------------------- | -------- | ----- | ----- | ----- | ----- | ----- | ------------ |
| 24.10.12 | Azerrail Bakou - Dresdner SC                  | 3 - 1    | 23–25 | 25–14 | 25–14 | 25–17 | -     | 98–70        |
| 24.10.12 | Tauron Dąbrowa Górnicza - Eczacibasi Istanbul | 1 - 3    | 25–20 | 22–25 | 16–25 | 21–25 | -     | 84–95        |
| 31.10.12 | Eczacibasi Istanbul - Azerrail Bakou          | 3 - 0    | 25–22 | 25–23 | 25–12 | -     | -     | 75–57        |
| 31.10.12 | Dresdner SC - Tauron Dąbrowa Górnicza         | 3 - 2    | 25–21 | 19–25 | 26–24 | 21–25 | 15–12 | 106–106      |
| 13.11.12 | Azerrail Bakou - Tauron Dąbrowa Górnicza      | 3 - 1    | 22-25 | 25-12 | 25-20 | 25-17 | -     | 97-74        |
| 13.11.12 | Dresdner SC - Eczacibasi Istanbul             | 0 - 3    | 24-26 | 19-25 | 14-25 | -     | -     | 57-76        |
| 20.11.12 | Eczacibasi Istanbul - Dresdner SC             | 3 - 2    | 23-25 | 25-18 | 23-25 | 25-22 | 15-12 | 111-102      |
| 20.11.12 | Tauron Dąbrowa Górnicza - Azerrail Bakou      | 3 - 2    | 18-25 | 20-25 | 25-10 | 25-23 | 15-13 | 103-96       |
| 04.12.12 | Tauron Dąbrowa Górnicza - Dresdner SC         | 3 - 0    | 27-25 | 25-17 | 25-23 | -     | -     | 77-65        |
| 05.12.12 | Azerrail Bakou - Eczacibasi Istanbul          | 1 - 3    | 25-23 | 21-25 | 16-25 | 21-25 | -     | 83-98        |
| 11.12.12 | Eczacibasi Istanbul - Tauron Dąbrowa Górnicza | 3 - 1    | 23-25 | 26-24 | 25-19 | 26-24 | -     | 100-92       |
| 11.12.12 | Dresdner SC - Azerrail Bakou                  | 3 - 1    | 26-24 | 25-23 | 15-25 | 25-22 | -     | 91-94        |

### Poule E
| # | Équipe                     | Pts | J | G | Gt | Pt | P | Sp | Sc | Ratio | Pp  | Pc  | Ratio |
| 1 | Dynamo Kazan               | 13  | 6 | 4 | 0  | 1  | 1 | 14 | 6  | 2.333 | 456 | 397 | 1.149 |
| 2 | Scheriner SC               | 12  | 6 | 3 | 1  | 1  | 1 | 15 | 8  | 1.875 | 518 | 462 | 1.121 |
| 3 | Tomis Constanţa            | 7   | 6 | 1 | 2  | 0  | 3 | 9  | 14 | 0.643 | 474 | 512 | 0.926 |
| 4 | Robur Tiboni Volley Urbino | 4   | 6 | 1 | 0  | 1  | 4 | 6  | 16 | 0.375 | 435 | 512 | 0.85  |

| Date     | Match                                        | Résultat | Sets  | Sets  | Sets  | Sets  | Sets  | Total Points |
| Date     | Match                                        | Résultat | 1     | 2     | 3     | 4     | 5     | Total Points |
| -------- | -------------------------------------------- | -------- | ----- | ----- | ----- | ----- | ----- | ------------ |
| 23.10.12 | Robur Tiboni Volley Urbino - Tomis Constanţa | 1 - 3    | 24–26 | 17–25 | 25–20 | 19–25 | -     | 85–96        |
| 24.10.12 | Scheriner SC - Dynamo Kazan                  | 3 - 2    | 21–25 | 25–14 | 25–23 | 21–25 | 15–13 | 107–100      |
| 31.10.12 | Dynamo Kazan - Robur Tiboni Volley Urbino    | 3 - 0    | 25–19 | 25–13 | 25–14 | -     | -     | 75–46        |
| 30.10.12 | Tomis Constanţa - Scheriner SC               | 3 - 2    | 25–11 | 29–27 | 16–25 | 21–25 | 17–15 | 108–103      |
| 13.11.12 | Robur Tiboni Volley Urbino - Scheriner SC    | 3 - 1    | 25-20 | 25-22 | 21-25 | 25-16 | -     | 96-83        |
| 13.11.12 | Tomis Constanţa - Dynamo Kazan               | 0 - 3    | 15-25 | 12-25 | 18-25 | -     | -     | 45-75        |
| 20.11.12 | Dynamo Kazan - Tomis Constanţa               | 3 - 0    | 26-24 | 25-19 | 25-17 | -     | -     | 76-60        |
| 20.11.12 | Scheriner SC - Robur Tiboni Volley Urbino    | 3 - 0    | 25-21 | 25-6  | 25-19 | -     | -     | 75-46        |
| 05.12.12 | Scheriner SC - Tomis Constanţa               | 3 - 0    | 25-22 | 25-23 | 25-15 | -     | -     | 75-60        |
| 04.12.12 | Robur Tiboni Volley Urbino - Dynamo Kazan    | 0 - 3    | 26-28 | 21-25 | 17-25 | -     | -     | 64-78        |
| 11.12.12 | Dynamo Kazan - Scheriner SC                  | 0 - 3    | 16-25 | 17-25 | 19-25 | -     | -     | 52-75        |
| 11.12.12 | Tomis Constanţa - Robur Tiboni Volley Urbino | 3 - 2    | 25-22 | 25-13 | 18-25 | 22-25 | 15-13 | 105-98       |

### Poule F
| # | Équipe                 | Pts | J | G | Gt | Pt | P | Sp | Sc | Ratio | Pp  | Pc  | Ratio |
| 1 | Lokomotiv Bakou        | 14  | 6 | 3 | 2  | 1  | 0 | 17 | 8  | 2.125 | 554 | 478 | 1.159 |
| 2 | Dynamo Moscou          | 12  | 6 | 2 | 3  | 0  | 1 | 15 | 11 | 1.364 | 573 | 528 | 1.085 |
| 3 | Muszynianka Muszyna    | 9   | 6 | 2 | 0  | 3  | 1 | 13 | 12 | 1.083 | 530 | 509 | 1.041 |
| 4 | Crvena Zvezda Belgrade | 1   | 6 | 0 | 0  | 1  | 5 | 4  | 18 | 0.222 | 393 | 535 | 0.735 |

| Date     | Match                                        | Résultat | Sets  | Sets  | Sets  | Sets  | Sets  | Total Points |
| Date     | Match                                        | Résultat | 1     | 2     | 3     | 4     | 5     | Total Points |
| -------- | -------------------------------------------- | -------- | ----- | ----- | ----- | ----- | ----- | ------------ |
| 23.10.12 | Dynamo Moscou - Muszynianka Muszyna          | 3 - 2    | 24–26 | 25–21 | 25–18 | 20–25 | 15–12 | 109–102      |
| 24.10.12 | Crvena Zvezda Belgrade - Lokomotiv Bakou     | 2 - 3    | 14–25 | 27–25 | 25–23 | 17–25 | 11–15 | 94–113       |
| 31.10.12 | Lokomotiv Bakou - Dynamo Moscou              | 3 - 0    | 25–20 | 25–18 | 25–13 | -     | -     | 75–51        |
| 31.10.12 | Muszynianka Muszyna - Crvena Zvezda Belgrade | 3 - 0    | 25–13 | 25–15 | 25–15 | -     | -     | 75–43        |
| 13.11.12 | Dynamo Moscou - Crvena Zvezda Belgrade       | 3 - 1    | 25-13 | 25-17 | 23-25 | 25-14 | -     | 98-69        |
| 13.11.12 | Muszynianka Muszyna - Lokomotiv Bakou        | 1 - 3    | 20-25 | 25-11 | 17-25 | 15-25 | -     | 77-86        |
| 21.11.12 | Lokomotiv Bakou - Muszynianka Muszyna        | 3 - 2    | 25-22 | 22-25 | 25-19 | 20-25 | 15-6  | 107-97       |
| 20.11.12 | Crvena Zvezda Belgrade - Dynamo Moscou       | 1 - 3    | 26-24 | 18-25 | 16-25 | 20-25 | -     | 80-99        |
| 04.12.12 | Crvena Zvezda Belgrade - Muszynianka Muszyna | 0 - 3    | 19-25 | 17-25 | 20-25 | -     | -     | 56-75        |
| 06.12.12 | Dynamo Moscou - Lokomotiv Bakou              | 3 - 2    | 22-25 | 21-25 | 25-14 | 25-22 | 15-12 | 108-98       |
| 11.12.12 | Lokomotiv Bakou - Crvena Zvezda Belgrade     | 3 - 0    | 25-21 | 25-13 | 25-17 | -     | -     | 75-51        |
| 11.12.12 | Muszynianka Muszyna - Dynamo Moscou          | 2 - 3    | 25-21 | 28-30 | 25-17 | 16-25 | 10-15 | 104-108      |

## Play-offs

### Play-offs à 12
Les matchs des playoffs ont été désignés par tirage au sort.

#### Équipes qualifiées
Les équipes qualifiées pour les play-offs à 6 sont :
- Rabita Bakou
- Dynamo Kazan
- Eczacibasi Istanbul
- Güneş VakıfBank Istanbul
- Unendo Yamamay Busto Arsizio
- Azerrail Bakou

### Play-offs à 6

#### Équipes qualifiées
Les équipes qualifiées pour le Final Four sont :
- Rabita Bakou
- Güneş VakıfBank Istanbul
- Unendo Yamamay Busto Arsizio

## Finale à quatre
|  | Demi-finales                                       | Demi-finales                           |                          |   | Finale                                 | Finale                                 |
|  | Demi-finales                                       | Demi-finales                           |                          |   | Finale                                 | Finale                                 |
|  |                                                    |                                        |                          |   |                                        |                                        |
|  | Istanbul , 09.03.13, 26-28 17-25 21-25             | Istanbul , 09.03.13, 26-28 17-25 21-25 |                          |   | Istanbul , 10.03.13, 25-17 25-20 25-23 | Istanbul , 10.03.13, 25-17 25-20 25-23 |
|  | Istanbul , 09.03.13, 26-28 17-25 21-25             | Istanbul , 09.03.13, 26-28 17-25 21-25 |                          |   | Istanbul , 10.03.13, 25-17 25-20 25-23 | Istanbul , 10.03.13, 25-17 25-20 25-23 |
|  | Galatasaray Istanbul                               | 0                                      |                          |   | Istanbul , 10.03.13, 25-17 25-20 25-23 | Istanbul , 10.03.13, 25-17 25-20 25-23 |
|  | Galatasaray Istanbul                               | 0                                      |                          |   | Istanbul , 10.03.13, 25-17 25-20 25-23 | Istanbul , 10.03.13, 25-17 25-20 25-23 |
|  | Güneş VakıfBank Istanbul                           | 3                                      |                          |   | Istanbul , 10.03.13, 25-17 25-20 25-23 | Istanbul , 10.03.13, 25-17 25-20 25-23 |
|  | Güneş VakıfBank Istanbul                           | 3                                      | Güneş VakıfBank Istanbul | 3 |                                        |                                        |
|  | Istanbul , 09.03.13, 25-14 25-16 27-29 19-25 15-6  |                                        | Güneş VakıfBank Istanbul | 3 |                                        |                                        |
|  |                                                    | Rabita Bakou                           | 0                        |   |                                        |                                        |
|  | Rabita Bakou                                       | Rabita Bakou                           | 0                        | 3 |                                        |                                        |
|  | Rabita Bakou                                       |                                        |                          | 3 |                                        |                                        |
|  | Unendo Yamamay Busto Arsizio                       | 2                                      |                          |   |                                        |                                        |
|  | Unendo Yamamay Busto Arsizio                       | 2                                      | Match pour la 3e place   |   |                                        |                                        |
|  |                                                    |                                        |                          |   |                                        |                                        |
|  | Istanbul , 10.03.13, 21-25 15-25 25-23 25-22 11-15 |                                        |                          |   |                                        |                                        |
|  |                                                    |                                        |                          |   |                                        |                                        |
|  | Galatasaray Istanbul                               | 2                                      |                          |   |                                        |                                        |
|  | Galatasaray Istanbul                               | 2                                      |                          |   |                                        |                                        |
|  | Unendo Yamamay Busto Arsizio                       | 3                                      |                          |   |                                        |                                        |
|  | Unendo Yamamay Busto Arsizio                       | 3                                      |                          |   |                                        |                                        |

## Récompenses individuelles
- MVP :  Jovana Brakočević (Güneş VakıfBank Istanbul)
- Meilleure marqueuse :  Madelaynne Montaño (Rabita Bakou)
- Meilleure attaquante :  Rosir Calderon (Galatasaray Istanbul)
- Meilleure contreuse :  Nataša Krsmanović (Rabita Bakou)
- Meilleure serveuse :  Maren Brinker (Unendo Yamamay Busto Arsizio)
- Meilleure passeuse :  Naz Aydemir (Güneş VakıfBank Istanbul)
- Meilleure réceptionneuse :  Yūko Sano (Galatasaray Istanbul)
- Meilleure libero :  Gizem Güresen (Güneş VakıfBank Istanbul)